# LC Winterthur
Der Leichtathletik-Club Winterthur (abgekürzt LC Winterthur oder LCW) ist ein Schweizer Leichtathletikverein aus Winterthur, dessen Aktivriege 1975 mit der Leichtathletikriege des Stadtturnvereins Winterthur zur LV Winterthur fusionierte.

## Geschichte
Der Verein wurde am 4. Dezember 1927 als Läufergruppe Hegi gegründet, benannt nach dem gleichnamigen Winterthurer Quartier Hegi. Ab 1928 trat die Läufergruppe als Veranstalterin des Läuferkriteriums in Winterthur auf, das bereits 1937 5'000 Zuschauer anzog und mit 250 Teilnehmern das grösste Läuferkriterium der Schweiz war. Die Veranstaltung wurde 20 Mal durchgeführt, zuletzt im Jahr 1957.
1937 unterbot Fritz Rutschmann mit 2:40:25 h den bisherigen Schweizer Rekord im Marathon von Rudolf Morf um 2,5 Minuten. 1940 richtete der LCW in Winterthur die Schweizer Marathonmeisterschaften aus.
Am 21. Januar 1944 veränderte die Läufergruppe ihren Namen in Leichtathletik-Club Winterthur. Im Februar 1948 wurde eine Frauenriege gegründet, und im November 1957 folgte eine Männerriege. 1959 und 1960 wurde Walter Hofmann Schweizer Meister im Geländelauf.
In den letzten Jahren vor der Fusion des Vereins mit der Leichtathletikabteilung des STV Winterthur war der Verein vorwiegend im Leichtathletikbereich tätig. Vor allem hatte er mehrere erfolgreiche Leichtathletinnen in seinen Reihen, die mehrere Meistertitel und Rekorde holten. Beatrice Graber erzielte 1969 im Hochsprung mit 1,70 Metern einen neuen Landesrekord, der gleichentags übertroffen wurde. Die Diskuswerferin Rita Pfister errang 1970 den ersten ihrer acht Meistertitel und hält heute (Stand: 2023) den Schweizer Rekord, Regina Blättler-Scheidegger wurde 1971 Schweizer Meisterin über 200 Meter. Weiter gehörte dem Verein mit Regula Frefel eine spätere dreifache Schweizer Meisterin im Siebenkampf an.
Vier Jahre vor der eigentlichen Vereinigung wurde die Fusion mit der Leichtathletiksektion des Stadtturnvereins geplant, und 1975 wurde sie umgesetzt. Danach existierte der LC Winterthur bzw. in Form der anderen Riegen weiterhin. Am 11. April 1997 machten sich die Männer- sowie Frauenriege, die zuvor als Untersektionen des LCW organisiert waren, selbstständig.